# Hamza Barry
Hamza Barry (Banjul, 15. listopada 1994.) je gambijski nogometaš, koji je trenutačno bez kluba. Igra na poziciji veznog igrača.
Posljednji klub mu je bio Hajduk iz Splita s kojim je 2020. godine raskinuo ugovor.

## Karijera
U Hajduk je došao 31. kolovoza 2016. godine na posudbu iz ciparskog Apollon Limassola, s opcijom otkupa ugovora na kraju sezone. Nakon što se učvrstio u prvoj momčadi, Hajduk odlučuje otkupiti njegov ugovor i s njim potpisuje trogodišnji ugovor.

## Vanjske poveznice
- Profil na Transfermarktu
- Profil na Soccerwayu  Arhivirana inačica izvorne stranice od 13. svibnja 2016. (Wayback Machine)